# Glacier d'Arsine
Le glacier d'Arsine est un glacier des Alpes françaises se trouvant dans le massif des Écrins, dans le département des Hautes-Alpes. Son front glaciaire présente la particularité de former une falaise de glace plongeant dans un lac de fonte (lac proglaciaire) retenu par les moraines frontale et latérales du glacier.

## Localisation
Le glacier d'Arsine se situe dans le centre des Alpes françaises, dans le Nord du département des Hautes-Alpes, sur la bordure orientale de la zone cœur du parc national des Écrins. Il prend naissance sur les pentes d'un cirque en fer à cheval ouvert en direction du nord et dominé entre autres par la montagne des Agneaux, le pic de Neige Cordier et le pic d'Arsine ce qui fait de lui un glacier de cirque. Vers le nord, le glacier surplombe le col d'Arsine, le vallon du Rif de la Planche et le vallon du Petit Tabuc.

## Caractéristiques

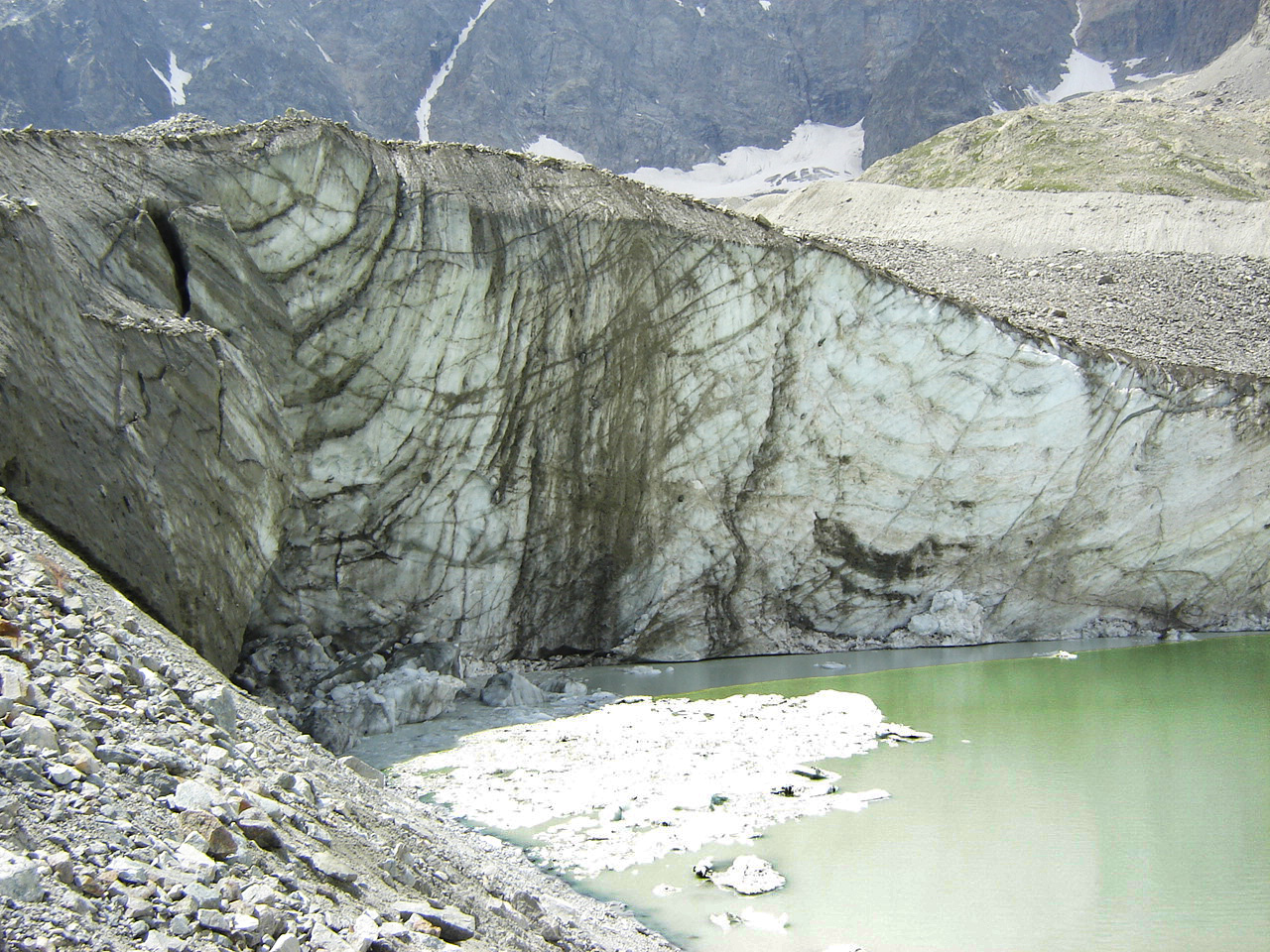
Vue rapprochée de la falaise de glace vue depuis la moraine médiane, en 2006. Les stries grises zébrant la falaise de glace sont des films de débris rocheux de petite taille intercalés entre les couches de glace. La moraine de surface est visible sous la forme de rochers formant un tapis masquant la surface du glacier. À la surface des eaux laiteuses du lac flottent de petits icebergs.

Le bassin versant sur lequel il est situé est composé de terrains cristallins, avec des granites sur les flancs est et ouest, et des schistes granitisés et du gneiss dans le cirque en partie sud. Le glacier se trouve sur un pan de montagne orienté au nord et court du sud vers le nord. Sa partie haute est en forte pente, tandis que sa partie basse comporte une pente moins prononcée, qui se couvre de moraines. Il fait partie de la catégorie des glaciers noirs,.
D'une longueur de 1,7 kilomètre en 2003, le glacier d'Arsine se situe entre 2 450 et 3 600 mètres d'altitude. Ce glacier a connu un recul au début du XIXe siècle, puis son front glaciaire est resté à peu près au même endroit dans la première moitié du XXe siècle, protégé de la fonte du fait de son orientation nord et de la couverture de débris rocheux en partie basse. En 1925, ce glacier communique avec le petit glacier du Réou, l'ensemble des deux ayant alors une surface de 301 hectares. À partir du milieu du siècle, le recul du glacier connaît une accélération. En 1967, la surface du glacier d'Arsine est estimée à environ 260 hectares ; sa longueur prise entre la rimaye du col du glacier Blanc et son front glaciaire est de 2 200 mètres. En 2001, il a une surface de 260 hectares ; entre 2006 et 2009, sa superficie est d'environ 1,97 km2 — l'évolution de celle-ci est estimée à une perte de 20,95 % entre la période 1967-1971 et celle 2006-2009.
Ce glacier présente plusieurs particularités, en plus du fait de faire partie des glaciers noirs. En effet, il comporte une moraine frontale imposante, ce qui est rare parmi les glaciers alpins. De plus, son front glaciaire présente la particularité de former une falaise de glace plongeant dans un lac alimenté par les eaux de fonte du glacier (lac proglaciaire,,), retenu par les moraines frontales et latérales de ce dernier et donnant naissance au torrent du Petit Tabuc qui se jette dans la Guisane. Le volume des moraines du glacier est relativement important, aussi bien les frontales et latérales que celle de surface qui masque la majorité de la surface du glacier. Ces moraines sont alimentées par les débris rocheux tombant des parois du cirque. À proximité immédiate du glacier et de ses moraines se trouvent de nombreux exemples de roches moutonnées. Les eaux du glacier descendent dans deux vallées distinctes, passant d'une part par le Petit Tabuc qui les mène à la Guisane puis à la Durance et, d'autre part, par le Rif de la Planche qui les mène à la Romanche.
Le lac d'eau de fonte des glaces possède une couleur laiteuse en raison de la présence de paillettes minérales en suspension dans les eaux et provenant de l'érosion glaciaire. Ce lac est constitué de deux parties séparées par une moraine médiane et reliées par un chenal artificiel afin d'en contrôler le niveau. C'est dans la partie occidentale du lac que le glacier d'Arsine plonge dans les eaux sous la forme d'une falaise de glace de plusieurs mètres de hauteur. Sous l'action de l'avancée et de la fonte du glacier, des rochers qui composent la moraine de surface tombent fréquemment dans le lac et des blocs de glace se détachent de temps en temps, plongeant dans le lac pour former de petits icebergs.
La falaise de glace, le lac et les paysages alentour constituent un attrait pour les randonneurs qui sont nombreux à choisir le glacier d'Arsine comme but de randonnée.

Vues du glacier et d'éléments spécifiques alentour
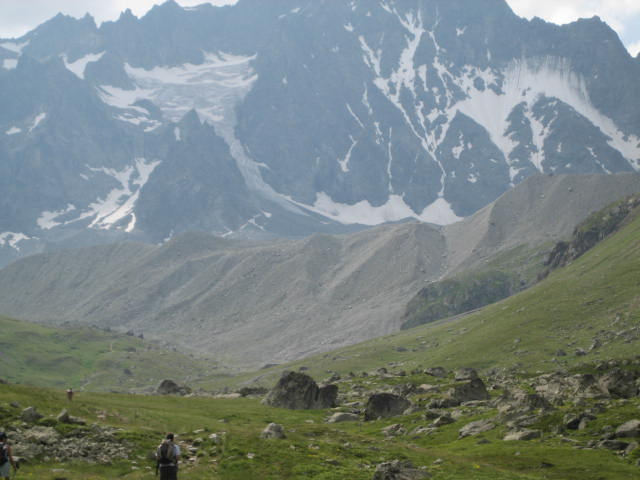
Moraine frontale du glacier, vue des environs du col d'Arsine, en contrebas, en juillet 2006.
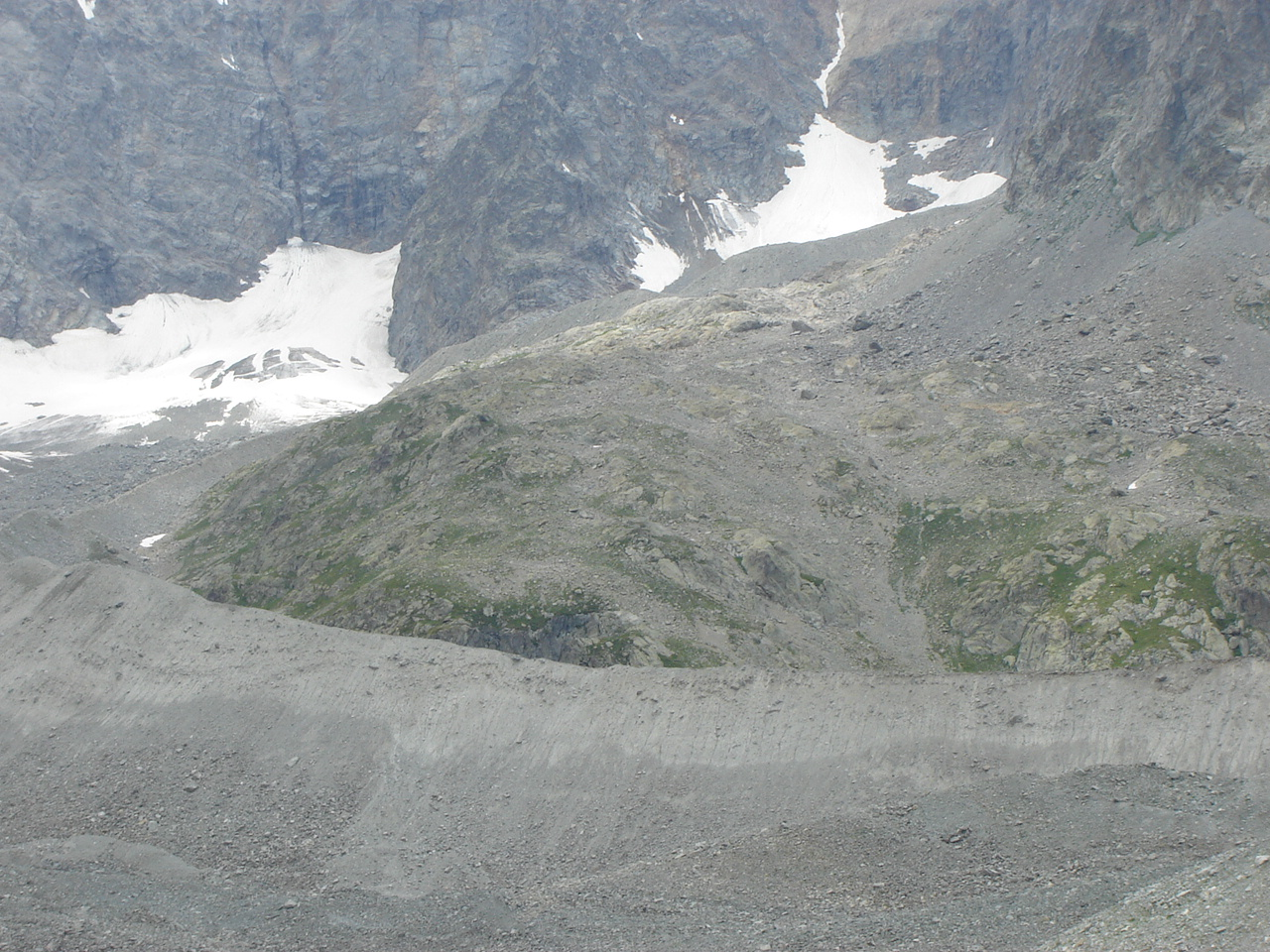
Moraine latérale du glacier, en juillet 2006.
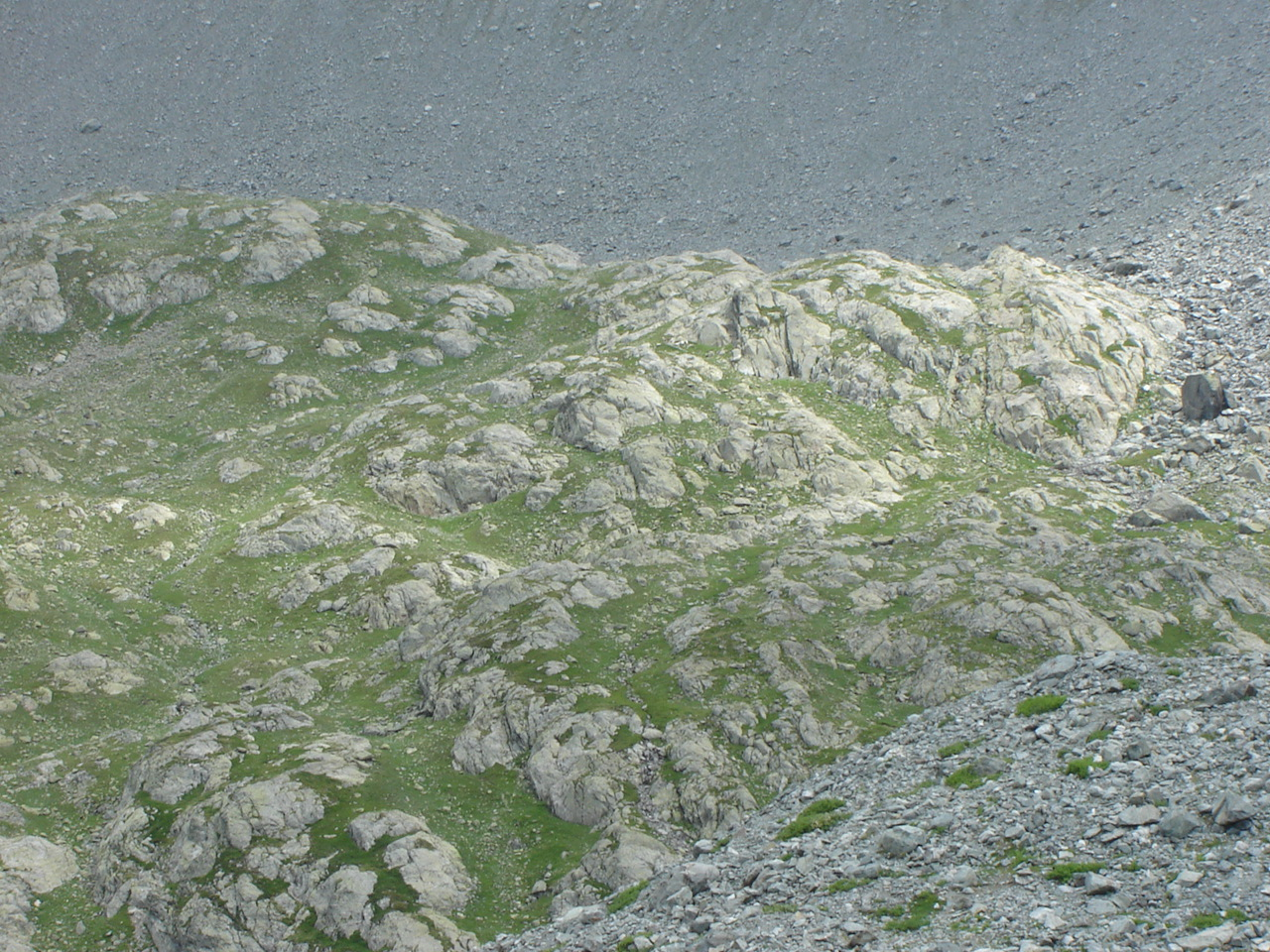
Roche moutonnée (roche altérée par le passage d'un glacier) à proximité du glacier d'Arsine, en juillet 2006.

## Formation du lac

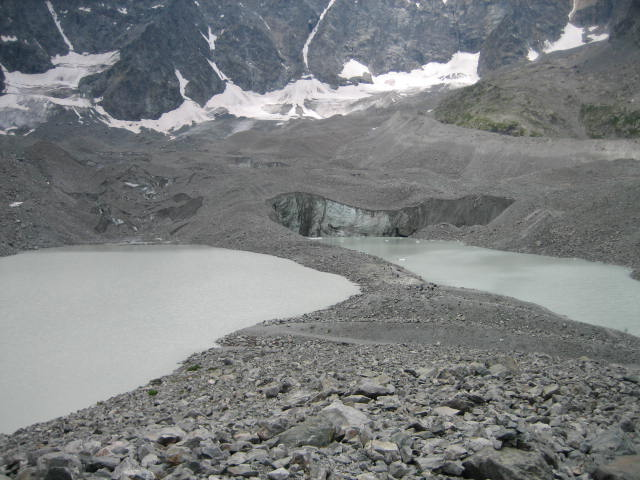
Au premier plan la moraine médiane séparant en deux le lac du glacier d'Arsine visible au second plan avec sa falaise de glace au centre de l'image, au dernier plan se trouve le pied des falaises constituant le cirque.

Le lac n'existait pas jusqu'aux années 1940, date vraisemblable de sa formation. En effet, une photographie aérienne datant de 1952 met en évidence un lac d'une superficie de 0,7 hectare situé contre le front du glacier d'Arsine et retenu par les moraines frontale et latérales. Il évolue dans le temps,. En 1967, il s'étale sur une largeur de 100 mètres et une longueur d'environ 300 mètres et se situe sur la rive droite du glacier. Sa superficie augmente au fil des ans pour atteindre 3,3 hectares en 1969 et 5,9 hectares en juillet 1985 pour un volume de 800 000 m3. À cette date, le niveau du lac s'élève de cinquante centimètres par an et ne se trouve plus qu'à deux mètres du bord supérieur de la moraine.
Cette situation fait craindre une vidange brutale du lac par rupture de la moraine ce qui occasionnerait des dégâts en aval, notamment au hameau du Casset — sur la commune du Monêtier-les-Bains — situé sous le vallon du Petit Tabuc à la confluence entre le Petit Tabuc et la Guisane. À l'initiative de M. Vallon du laboratoire de glaciologie et géophysique de l'environnement situé à Grenoble, un chenal artificiel de 250 mètres de longueur est creusé dans la moraine du 14 avril au 23 juin 1986, — alors que le site est encore fortement enneigé —, ce qui permet de contrôler le niveau du lac grâce à l'évacuation de 15 m3/s d'eau. Un mois plus tard, le 25 juillet à 12 h 45, un important vêlage se produit lorsque 30 000 m3 de glace se détachent du glacier et tombent dans le lac. Ce dernier voit son niveau augmenter brusquement d'un mètre et sa surface troublée par de nombreuses vagues qui éclaboussent quelques visiteurs surpris par le phénomène. Grâce à la présence du chenal, il n'y a eu aucun dégât et le vêlage n'a pas provoqué la vidange du lac.
Depuis cette date, la partie occidentale du lac, séparée de la partie orientale par une moraine médiane, a vu le jour avec la fonte d'une partie du glacier qui était entièrement recouvert par la moraine de surface. Il semble que le fond du lac s'enfonce en lien avec une probable fonte de la glace morte située au-dessous.
À la période 2006-2009, la superficie du lac est estimée à 39 939 m2, pour un volume de 355 640 m3.

Images de l'évolution du lac proglaciaire dans le temps
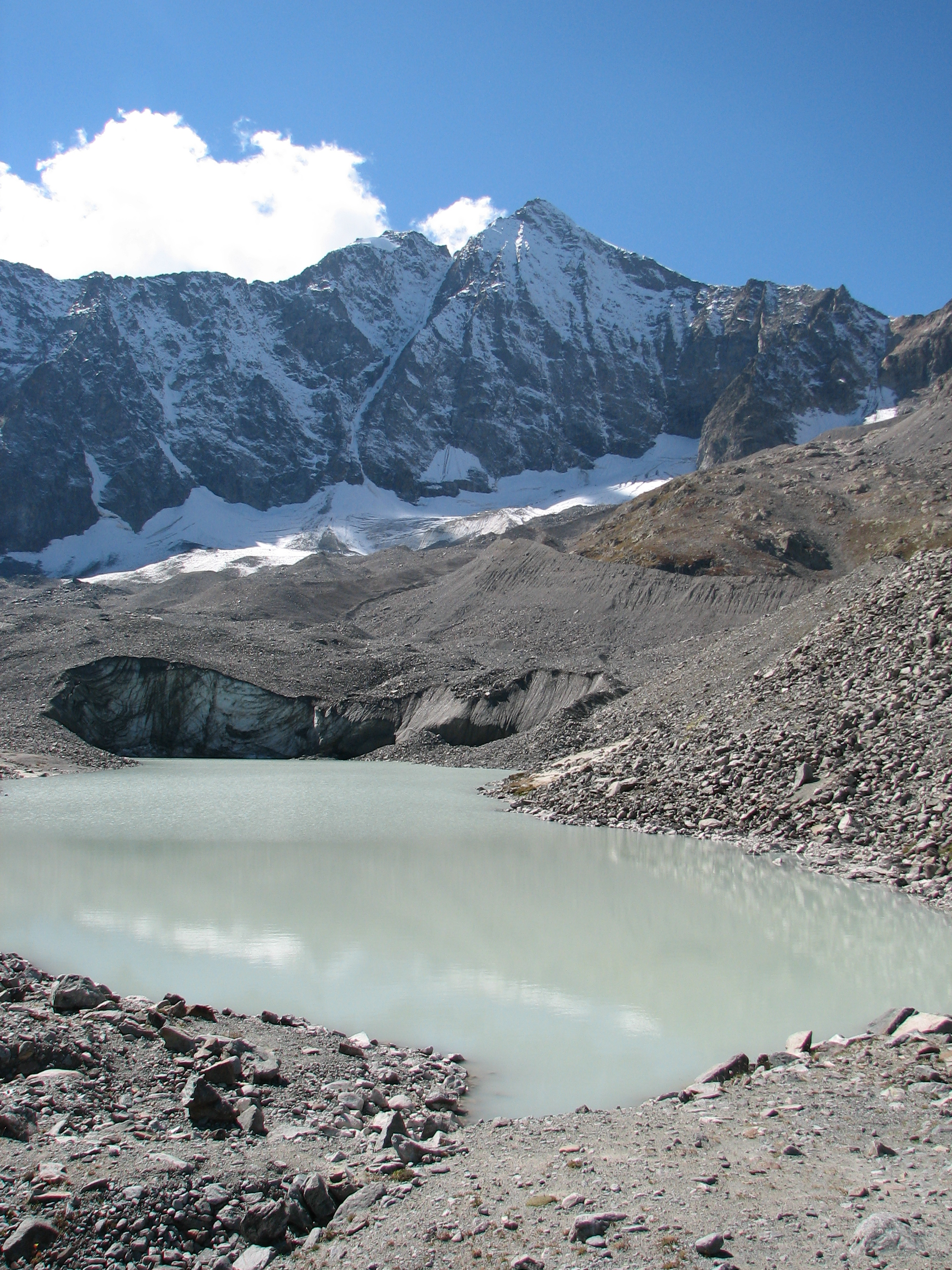
Glacier et lac, en septembre 2005.
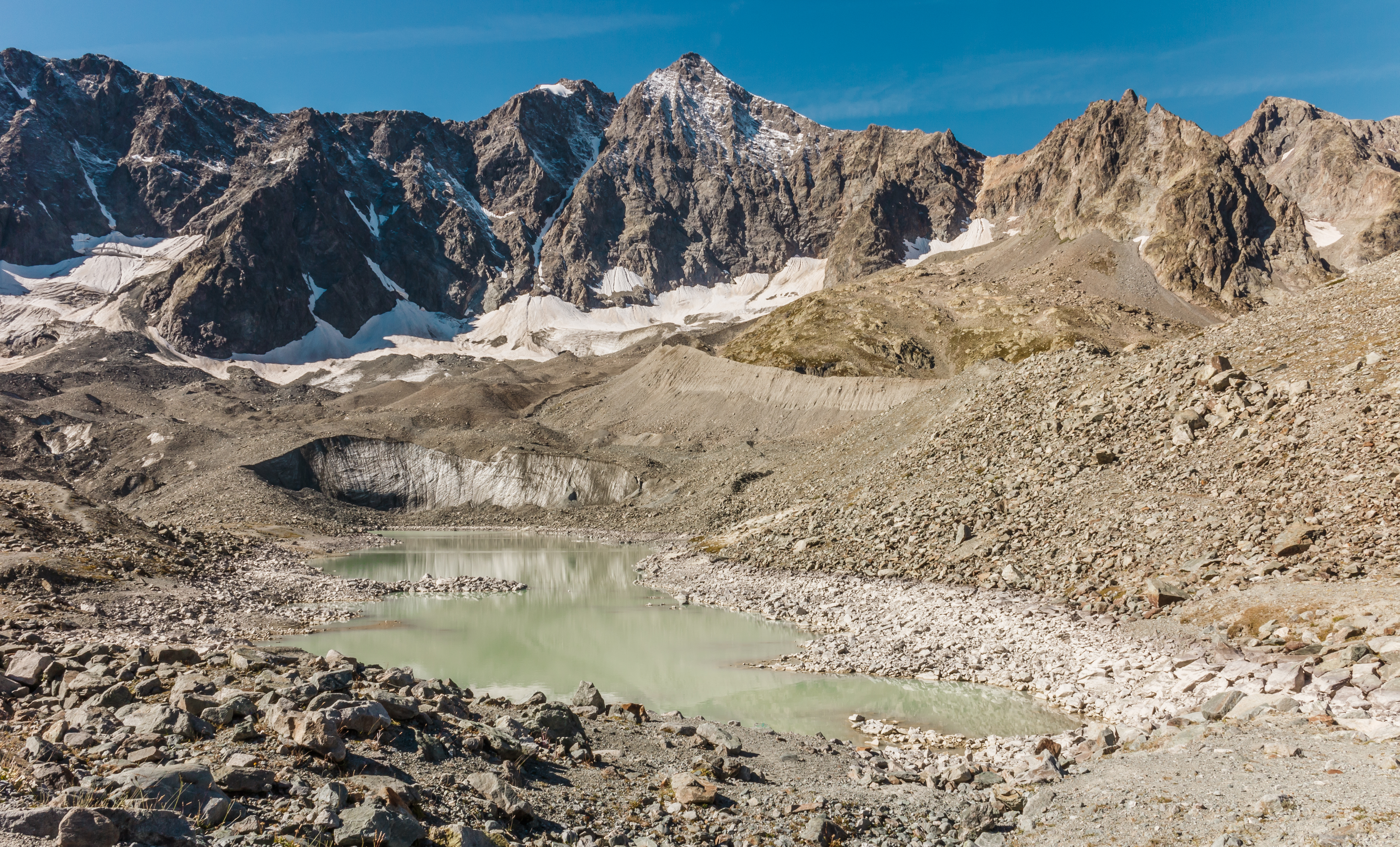
Glacier et lac en septembre 2013.

## Études et recherche scientifique
Entre 1890 et 1892, le guide Roderon, sur ordre du prince Roland Bonaparte, a effectué quelques relevés,. En 1909, le géologue Pierre Lory réalise une analyse géologique des moraines frontales du glacier. Dans les décennies suivantes, les scientifiques André Allix en 1928, P. Gidon en 1953 et P. Sitmann en 1958 s'intéressent également au glacier d'Arsine.
Des études scientifiques ont concerné le glacier d'Arsine ou son lac proglaciaire ; par exemple, en 1968 puis 1986, le glacier a fait l'objet de mesures du bilan de masse.
Plusieurs thèses de doctorat ont pris pour sujet le glacier d'Arsine ou le lac glaciaire lié :
- P. Tournier, Caractères du lac du glacier d'Arsine, thèse de 3e cycle (2e partie) de l'Université de Grenoble 1, Ph.D. thesis, 1971[8] ;
- M. Échevin, Prospection gravimétrique du glacier d'Arsine, thèse de 3e cycle de l'Université scientifique et médicale de Grenoble, Ph.D. thesis, 1970[8].